# Ходжабулбулон
Ходжабулбулон (тадж. Хоҷабулбулон) — село в районе Рудаки Республики Таджикистан. Входит в состав джамоата (сельской общины) Эсанбой района Рудаки.
Находится на расстоянии 72 км от райцентра (пгт. Сомониён) и 12 км от центра общины (село Эсанбой).
Население — 1954 чел. (2017).